# Leichtathletik-Europacup 2003
| 24. Leichtathletik-Europacup                          | 24. Leichtathletik-Europacup | 24. Leichtathletik-Europacup | 24. Leichtathletik-Europacup | 24. Leichtathletik-Europacup | 24. Leichtathletik-Europacup |
| ----------------------------------------------------- | ---------------------------- | ---------------------------- | ---------------------------- | ---------------------------- | ---------------------------- |
|                                                       |                              |                              |                              |                              |                              |
| Resultate Superliga (Endstand nach 40 Entscheidungen) |                              |                              |                              |                              |                              |
| Florenz Stadio Luigi Ridolfi – 21./22. Juni 2003      |                              |                              |                              |                              |                              |
| Frauen                                                | Frauen                       | Frauen                       | Männer                       | Männer                       | Männer                       |
| Platz                                                 | Land                         | Punkte                       | Platz                        | Land                         | Punkte                       |
| 1                                                     | Russland                     | 130,0                        | 1                            | Frankreich                   | 109,0                        |
| 2                                                     | Deutschland                  | 103,0                        | 2                            | Deutschland                  | 100,5                        |
| 3                                                     | Frankreich                   | 102,0                        | 3                            | Großbritannien               | 096,0                        |
| 4                                                     | Großbritannien               | 083,0                        | 4                            | Russland                     | 092,0                        |
| 5                                                     | Spanien                      | 082,0                        | 5                            | Italien                      | 084,0                        |
| 6                                                     | Griechenland                 | 078,5                        | 6                            | Polen                        | 083,0                        |
| 7                                                     | Rumänien                     | 077,5                        | 7                            | Spanien                      | 080,0                        |
| 8                                                     | Italien                      | 062,0                        | 8                            | Griechenland                 | 074,5                        |
| ← Annecy 2002                                         | ← Annecy 2002                | ← Annecy 2002                | Bydgoszcz 2004 →             | Bydgoszcz 2004 →             | Bydgoszcz 2004 →             |
|  abgestiegen in die 1. Liga des nächsten Europacups   |                              |                              |                              |                              |                              |

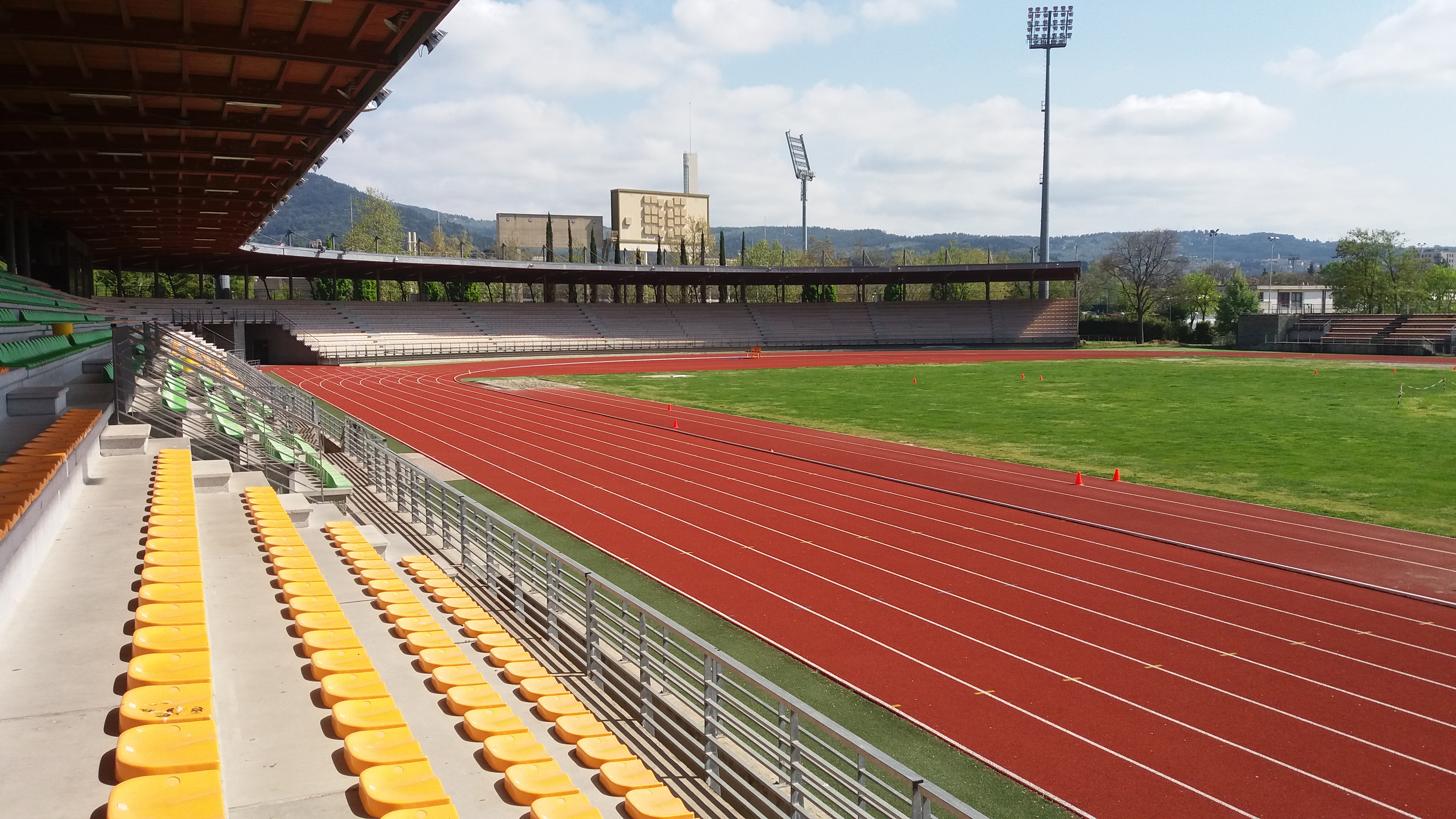
Stadio di atletica Luigi Ridolfi – hier im Jahr 2016

Das 24. Leichtathletik-Europacup-Superliga-Finale fand am 22. und 23. Juni 2003 im Stadio Luigi Ridolfi von Florenz (Italien) statt und umfasste vierzig Disziplinen (20 Männer, 20 Frauen).

## Modus
Auch die diesjährige Austragung fand nach den im Europacup 1983 erstmals gültigen Regeln statt. Das höchste Niveau des Cups wurde als Superliga bezeichnet. Die einen Rang unter der Superliga platzierten Nationen trugen ihre Wettbewerbe in der 1. Liga aus, die in zwei Gruppen unterteilt war. Die 2. Liga war wie schon in den Vorjahren ebenfalls in zwei Gruppen aufgeteilt.
Die Wettbewerbe der Superliga wurden am Samstag, 21. und Sonntag, 22. Juni ausgetragen. In den beiden anderen Ligen fanden die Wettkämpfe an denselben Tagen statt. Das seit 1983 praktizierte System mit Auf- und Absteigern entschied auch weiterhin über die Ligeneinteilungen des nächsten Cups – hier für 2004.
Ab 1994 war der vorher praktizierte Austragungsturnus von zwei Jahren auf ein Jahr verkürzt worden. Dadurch war der Europacup in keinem Jahr mehr der internationale Jahreshöhepunkt. In den ungeraden Jahren wurden Weltmeisterschaften, in den geraden Jahren Europameisterschaften oder Olympische Spiele ausgetragen. Dies führte im Lauf der kommenden Jahre zu einer Abwertung des Cups.
Auch die zur Straffung der Veranstaltung 1997 eingeführte Praxis in den vertikalen Sprungwettbewerben, im Kugelstoßen sowie den Wurfdisziplinen wurde beibehalten. Dort standen den Athleten nicht wie üblich sechs, sondern nur vier Versuche zur Verfügung.

## Der Leichtathletik-Europacup 2003
Im Wettbewerbskatalog gab es nun keine Erweiterungen oder Veränderungen mehr.
Seit 1996 sponserte die Handelskette Spar (Eigenschreibweise: SPAR) den Europacup und blieb der Veranstaltung bis zuletzt erhalten. Dies führte auch zur Umbenennung in SPAR-Europacup.
Die Teilnehmer sahen sich an diesem Wochenende sehr heißen Temperaturen gegenüber. In dem neu eingeweihten Luigi-Ridolfi-Stadion lag im Männerwettbewerb erstmals Frankreich vorn. Den französischen Athleten gelangen fünf Einzelsiege – über 400, 3000 und 5000 Meter, im 110-Meter-Hürdenlauf sowie im Stabhochsprung. Mit neun Punkten Rückstand belegte Deutschland Rang zwei. Bei den Frauen konnte Russland seine Erfolgsserie weiter fortsetzen. Für die Russinnen war es – die Zeit der Sowjetunion mit einberechnet – der zwölfte Sieg insgesamt und der siebte in Folge. Auch hier kam Deutschland auf den zweiten Platz, allerdings mit einem Rückstand von 27 Punkten.
Auf den beiden Abstiegsplätzen fanden sich bei den Männern am Ende Spanien und Griechenland wieder. Bei den Frauen mussten Rumänien und nun auch Italien, das im Jahr zuvor aufgrund seiner Gastgeberrolle in diesem Jahr verschont geblieben war, den Weg in die 1. Liga gehen.
Die rumänische Allround-Athletin Ionela Târlea – zweimalige Europameisterin über 400 Meter Hürden – zeichnete sich nach zehnjähriger Teilnahme am Europacup mit insgesamt achtzehn Einzelstarts im Europacup aus. Sie lief für Rumänien in den Disziplinen 100, 200 und 400 Meter, 400 Meter Hürden sowie in den Staffeln über 4-mal 100 und 4-mal 400 Meter. Trotz ihrer auch diesmal wieder starken Vorstellungen mit Platz zwei über 200 Meter, dem Sieg über 400 Meter Hürden und als Schlussläuferin der 4-mal-400-Meter-Staffel (Platz sechs) konnte ihr rumänisches Team dem Abstieg nicht entgehen. Allerdings fehlte nur ein Punkt auf den rettenden sechsten Rang, den Griechenland belegte.

## Deutsche Mannschaft
Das Team des Deutschen Leichtathletik-Verbandes (DLV) setzte sich aus 49 Athleten (24 Frauen und 25 Männer) zusammen.

## Länderwertungen 2.Liga

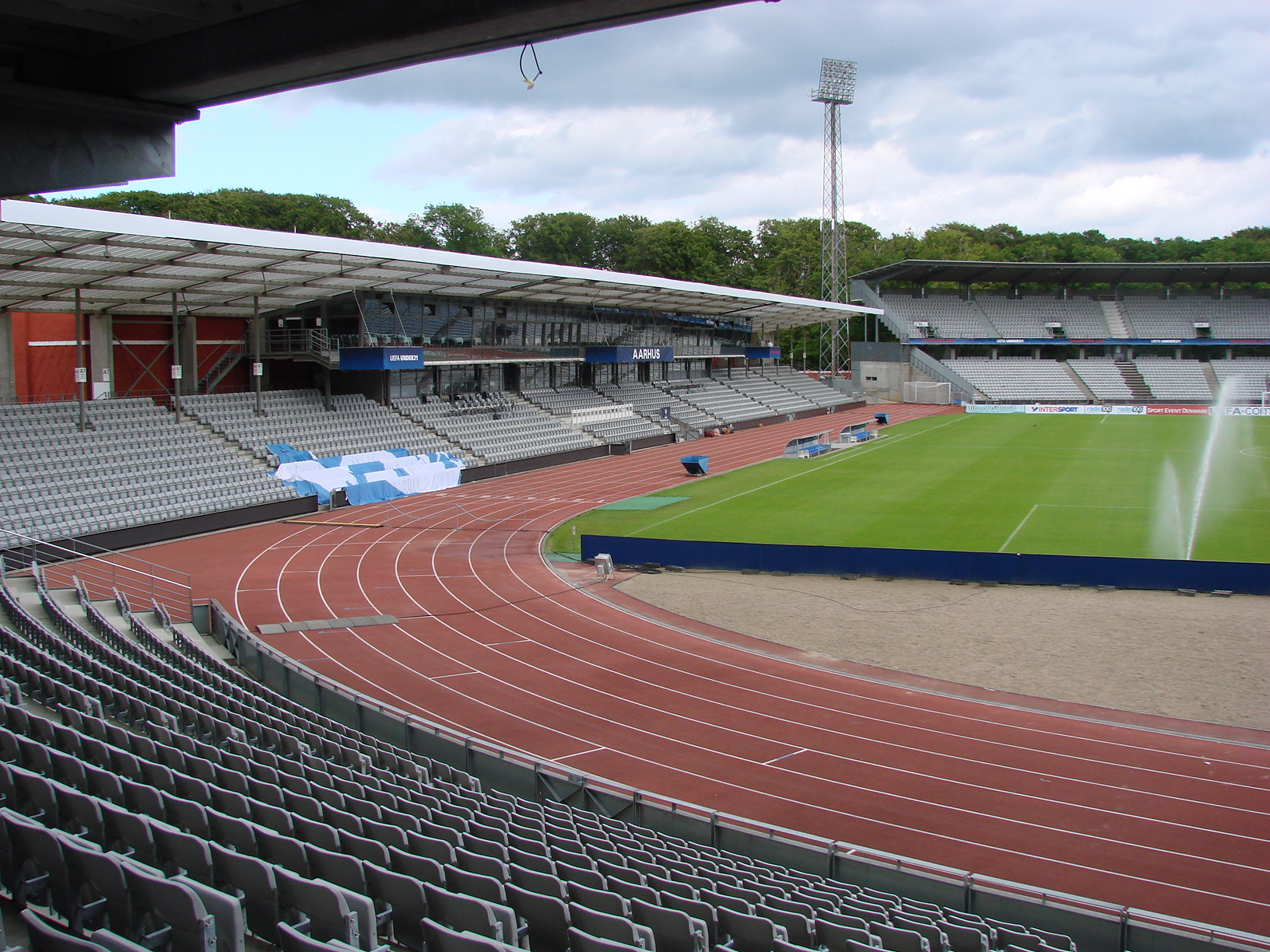
Der Idrætspark in Århus – hier im Jahr 2011

Die 2. Liga der Männer und Frauen wurde am 21./22. Juni in zwei Gruppen ausgetragen. Die Wettbewerbe der Gruppe 1 fanden in Århus, Dänemark, statt, die der Gruppe 2 in Istanbul, Türkei. Aus den beiden Gruppen qualifizierten sich die jeweils ersten beiden Teams für die Teilnahme an den beiden Gruppen der 1. Liga des nächsten Europacups.
| Länderwertungen 2. Liga Gruppe 1 in Århus am 21./22. Juni | Länderwertungen 2. Liga Gruppe 1 in Århus am 21./22. Juni | Länderwertungen 2. Liga Gruppe 1 in Århus am 21./22. Juni | Länderwertungen 2. Liga Gruppe 1 in Århus am 21./22. Juni | Länderwertungen 2. Liga Gruppe 1 in Århus am 21./22. Juni | Länderwertungen 2. Liga Gruppe 1 in Århus am 21./22. Juni |
|                                                           | Frauen                                                    | Frauen                                                    |                                                           | Männer                                                    | Männer                                                    |
| Platz                                                     | Land                                                      | Punkte                                                    |                                                           | Land                                                      | Punkte                                                    |
| --------------------------------------------------------- | --------------------------------------------------------- | --------------------------------------------------------- | --------------------------------------------------------- | --------------------------------------------------------- | --------------------------------------------------------- |
| 1                                                         | Schweiz                                                   | 122,0                                                     |                                                           | Schweiz                                                   | 131,0                                                     |
| 2                                                         | Lettland                                                  | 117,0                                                     |                                                           | Österreich                                                | 121,0                                                     |
| 3                                                         | Österreich                                                | 114,5                                                     |                                                           | Irland                                                    | 114,0                                                     |
| 4                                                         | Norwegen                                                  | 111,0                                                     |                                                           | Litauen                                                   | 103,0                                                     |
| 5                                                         | Dänemark                                                  | 101,5                                                     |                                                           | Lettland                                                  | 086,0                                                     |
| 6                                                         | Island                                                    | 081,0                                                     |                                                           | Luxemburg                                                 | 057,5                                                     |
| 7                                                         | AASSE                                                     | 038,0                                                     |                                                           | Island                                                    | 053,0                                                     |
| 8                                                         | Luxemburg                                                 | 027,0                                                     |                                                           | AASSE                                                     | 047,5                                                     |

 qualifiziert für die 1. Liga des nächsten Europacups
| Länderwertungen 2. Liga Gruppe 2 in Istanbul am 21./22. Juni | Länderwertungen 2. Liga Gruppe 2 in Istanbul am 21./22. Juni | Länderwertungen 2. Liga Gruppe 2 in Istanbul am 21./22. Juni | Länderwertungen 2. Liga Gruppe 2 in Istanbul am 21./22. Juni | Länderwertungen 2. Liga Gruppe 2 in Istanbul am 21./22. Juni | Länderwertungen 2. Liga Gruppe 2 in Istanbul am 21./22. Juni |
|                                                              | Frauen                                                       | Frauen                                                       |                                                              | Männer                                                       | Männer                                                       |
| Platz                                                        | Land                                                         | Punkte                                                       |                                                              | Land                                                         | Punkte                                                       |
| ------------------------------------------------------------ | ------------------------------------------------------------ | ------------------------------------------------------------ | ------------------------------------------------------------ | ------------------------------------------------------------ | ------------------------------------------------------------ |
| 01                                                           | Estland                                                      | 212,5                                                        |                                                              | Rumänien                                                     | 209,0                                                        |
| 02                                                           | Türkei                                                       | 203,0                                                        |                                                              | Kroatien                                                     | 183,0                                                        |
| 03                                                           | Israel                                                       | 183,0                                                        |                                                              | Türkei                                                       | 175,5                                                        |
| 04                                                           | Kroatien                                                     | 169,0                                                        |                                                              | Zypern                                                       | 164,0                                                        |
| 05                                                           | Zypern                                                       | 151,0                                                        |                                                              | Serbien und Montenegro                                       | 162,0                                                        |
| 06                                                           | Moldau                                                       | 138,0                                                        |                                                              | Moldau                                                       | 121,0                                                        |
| 07                                                           | Georgien                                                     | 098,0                                                        |                                                              | Bosnien und Herzegowina                                      | 114,0                                                        |
| 08                                                           | Bosnien und Herzegowina                                      | 090,0                                                        |                                                              | Aserbaidschan                                                | 106,0                                                        |
| 09                                                           | Armenien                                                     | 088,5                                                        |                                                              | Armenien                                                     | 103,5                                                        |
| 10                                                           | Aserbaidschan                                                | 076,0                                                        |                                                              | Georgien                                                     | 103,0                                                        |
| 11                                                           | Albanien                                                     | 074,0                                                        |                                                              | Albanien                                                     | 075,0                                                        |
| 12                                                           | Nordmazedonien                                               | 015,0                                                        |                                                              | Nordmazedonien                                               | 015,0                                                        |

 qualifiziert für die 1. Liga des nächsten Europacups

## Länderwertungen 1.Liga
Die Wettbewerbe in der 1. Liga wurden für Männer und Frauen gemeinsam am 21. und 22. Juni ausgetragen. Die Teams der Gruppe 1 trafen sich in Lappeenranta (Finnland), die Gruppe 2 fand in der slowenischen Stadt Velenje statt. Die beiden jeweiligen Gruppenersten qualifizierten sich für die Superliga des kommenden Europacups. In die 2. Liga absteigen mussten die Mannschaften auf den jeweils letzten beiden Plätzen.
| Länderwertungen 1. Liga Gruppe 1 – in Lappeenranta am 21./22. Juni | Länderwertungen 1. Liga Gruppe 1 – in Lappeenranta am 21./22. Juni | Länderwertungen 1. Liga Gruppe 1 – in Lappeenranta am 21./22. Juni | Länderwertungen 1. Liga Gruppe 1 – in Lappeenranta am 21./22. Juni | Länderwertungen 1. Liga Gruppe 1 – in Lappeenranta am 21./22. Juni | Länderwertungen 1. Liga Gruppe 1 – in Lappeenranta am 21./22. Juni |
|                                                                    | Frauen                                                             | Frauen                                                             |                                                                    | Männer                                                             | Männer                                                             |
| Platz                                                              | Land                                                               | Punkte                                                             |                                                                    | Land                                                               | Punkte                                                             |
| ------------------------------------------------------------------ | ------------------------------------------------------------------ | ------------------------------------------------------------------ | ------------------------------------------------------------------ | ------------------------------------------------------------------ | ------------------------------------------------------------------ |
| 1                                                                  | Polen                                                              | 125,0                                                              |                                                                    | Schweden                                                           | 125                                                                |
| 2                                                                  | Finnland                                                           | 104,0                                                              |                                                                    | Finnland                                                           | 113                                                                |
| 3                                                                  | Schweden                                                           | 104,0                                                              |                                                                    | Ungarn                                                             | 104                                                                |
| 4                                                                  | Belarus                                                            | 100,0                                                              |                                                                    | Belgien                                                            | 089                                                                |
| 5                                                                  | Ungarn                                                             | 099,0                                                              |                                                                    | Belarus                                                            | 083                                                                |
| 6                                                                  | Belgien                                                            | 081,5                                                              |                                                                    | Norwegen                                                           | 077                                                                |
| 7                                                                  | Irland                                                             | 058,0                                                              |                                                                    | Dänemark                                                           | 067                                                                |
| 8                                                                  | Litauen                                                            | 047,5                                                              |                                                                    | Estland                                                            | 060                                                                |

 qualifiziert für die Superliga des nächsten Europacups

 abgestiegen in die 2. Liga des nächsten Europacups
| Länderwertungen 1. Liga Gruppe 2 – in Velenje am 21./22. Juni | Länderwertungen 1. Liga Gruppe 2 – in Velenje am 21./22. Juni | Länderwertungen 1. Liga Gruppe 2 – in Velenje am 21./22. Juni | Länderwertungen 1. Liga Gruppe 2 – in Velenje am 21./22. Juni | Länderwertungen 1. Liga Gruppe 2 – in Velenje am 21./22. Juni | Länderwertungen 1. Liga Gruppe 2 – in Velenje am 21./22. Juni |
|                                                               | Frauen                                                        | Frauen                                                        |                                                               | Männer                                                        | Männer                                                        |
| Platz                                                         | Land                                                          | Punkte                                                        |                                                               | Land                                                          | Punkte                                                        |
| ------------------------------------------------------------- | ------------------------------------------------------------- | ------------------------------------------------------------- | ------------------------------------------------------------- | ------------------------------------------------------------- | ------------------------------------------------------------- |
| 1                                                             | Ukraine                                                       | 125                                                           |                                                               | Niederlande                                                   | 121,0                                                         |
| 2                                                             | Tschechien                                                    | 104                                                           |                                                               | Ukraine                                                       | 115,0                                                         |
| 3                                                             | Portugal                                                      | 096                                                           |                                                               | Tschechien                                                    | 110,0                                                         |
| 4                                                             | Niederlande                                                   | 092                                                           |                                                               | Portugal                                                      | 100,0                                                         |
| 5                                                             | Bulgarien                                                     | 087                                                           |                                                               | Slowenien                                                     | 082,0                                                         |
| 6                                                             | Slowenien                                                     | 086                                                           |                                                               | Bulgarien                                                     | 067,5                                                         |
| 7                                                             | Slowakei                                                      | 067                                                           |                                                               | Israel                                                        | 063,0                                                         |
| 8                                                             | Serbien und Montenegro                                        | 058                                                           |                                                               | Slowakei                                                      | 060,5                                                         |

 qualifiziert für die Superliga des nächsten Europacups

 abgestiegen in die 2. Liga des nächsten Europacups

## Länderwertungen Superliga
Die Teams auf den jeweils letzten beiden Plätzen stiegen in die 1. Liga des nachfolgenden Europacups ab.
| Länderwertungen Superliga – in Florenz am 21./22. Juni | Länderwertungen Superliga – in Florenz am 21./22. Juni | Länderwertungen Superliga – in Florenz am 21./22. Juni | Länderwertungen Superliga – in Florenz am 21./22. Juni | Länderwertungen Superliga – in Florenz am 21./22. Juni | Länderwertungen Superliga – in Florenz am 21./22. Juni |
|                                                        | Frauen                                                 | Frauen                                                 |                                                        | Männer                                                 | Männer                                                 |
| Platz                                                  | Land                                                   | Punkte                                                 |                                                        | Land                                                   | Punkte                                                 |
| ------------------------------------------------------ | ------------------------------------------------------ | ------------------------------------------------------ | ------------------------------------------------------ | ------------------------------------------------------ | ------------------------------------------------------ |
| 1                                                      | Russland                                               | 130,0                                                  |                                                        | Frankreich                                             | 109,0                                                  |
| 2                                                      | Deutschland                                            | 103,0                                                  |                                                        | Deutschland                                            | 100,5                                                  |
| 3                                                      | Frankreich                                             | 102,0                                                  |                                                        | Großbritannien                                         | 096,0                                                  |
| 4                                                      | Großbritannien                                         | 083,0                                                  |                                                        | Russland                                               | 092,0                                                  |
| 5                                                      | Spanien                                                | 082,0                                                  |                                                        | Italien                                                | 084,0                                                  |
| 6                                                      | Griechenland                                           | 078,5                                                  |                                                        | Polen                                                  | 083,0                                                  |
| 7                                                      | Rumänien                                               | 077,5                                                  |                                                        | Spanien                                                | 080,0                                                  |
| 8                                                      | Italien                                                | 062,0                                                  |                                                        | Griechenland                                           | 074,5                                                  |

 abgestiegen in die 1. Liga des nächsten Europacups

## Legende
Kurze Übersicht zur Bedeutung der Symbolik – so üblicherweise auch in sonstigen Veröffentlichungen verwendet:
| DSQ | disqualifiziert                       |
| r   | Wettkampf nicht fortgesetzt (retired) |
| x   | ungültig                              |
| o   | Höhe übersprungen                     |
| –   | ausgelassen                           |

## Superliga: Resultate der Einzeldisziplinen

### Männer

#### 100 m
| Platz | Athlet                | Land | Zeit (s) |
| ----- | --------------------- | ---- | -------- |
| 1     | Mark Lewis-Francis    | GBR  | 10,22    |
| 2     | Issa-Aimé Nthépé      | FRA  | 10,36    |
| 3     | Aristotelis Gavelas   | GRC  | 10,44    |
| 4     | Francesco Scuderi     | ITA  | 10,46    |
| 5     | Marcin Urbaś          | POL  | 10,48    |
| 6     | Andrei Jepischin      | RUS  | 10,60    |
| 7     | Ángel David Rodríguez | ESP  | 10,61    |
| 8     | Marc Blume            | GER  | 10,64    |

Datum: 21. Juni
Wind: −1,0 m/s

#### 200 m
| Platz | Athlet                | Land | Zeit (s) |
| ----- | --------------------- | ---- | -------- |
| 1     | Konstantinos Kenteris | GRC  | 20,37    |
| 2     | Christian Malcolm     | GBR  | 20,45    |
| 3     | Marcin Jędrusiński    | POL  | 20,53    |
| 4     | Andrea Cavallaio      | ITA  | 20,54    |
| 5     | Leslie Djhone         | FRA  | 20,68    |
| 6     | Ronny Ostwald         | GER  | 21,23    |
| 7     | Anton Galkin          | RUS  | 21,46    |
| 8     | Santiago Ezquerro     | ESP  | 21,66    |

Datum: 22. Juni
Wind: −3,3 m/s

#### 400 m
| Platz | Athlet              | Land | Zeit (s) |
| ----- | ------------------- | ---- | -------- |
| 1     | Marc Raquil         | FRA  | 44,88    |
| 2     | Ingo Schultz        | GER  | 45,19    |
| 3     | Iwan Thomas         | GBR  | 45,58    |
| 4     | Dmitri Forschew     | RUS  | 45,62    |
| 5     | Rafał Wieruszewski  | POL  | 45,62    |
| 6     | David Canal         | ESP  | 45,67    |
| 7     | Stilianós Dimótsios | GRC  | 45,96    |
| 8     | Andrea Barberi      | ITA  | 46,43    |

Datum: 21. Juni

#### 800 m
| Platz | Athlet                 | Land | Zeit (min) |
| ----- | ---------------------- | ---- | ---------- |
| 1     | Antonio Manuel Reina   | ESP  | 1:48,13    |
| 2     | Florent Lacasse        | FRA  | 1:48,37    |
| 3     | René Herms             | GER  | 1:49,15    |
| 4     | Neil Speaight          | GBR  | 1:49,18    |
| 5     | Dmitri Bogdanow        | RUS  | 1:49,23    |
| 6     | Zbigniew Graczyk       | POL  | 1:49,60    |
| 7     | Christian Neunhäuserer | ITA  | 1:49,89    |
| 8     | Sotirios Papadeas      | GRC  | 1:50,45    |

Datum: 22. Juni

#### 1500 m
| Platz | Athlet                   | Land | Zeit (min) |
| ----- | ------------------------ | ---- | ---------- |
| 1     | Juan Carlos Higuero      | ESP  | 3:49,16    |
| 2     | Mirosław Formela         | POL  | 3:49,22    |
| 3     | Michael East             | GBR  | 3:49,60    |
| 4     | Bouabdellah Tahri        | FRA  | 3:49,67    |
| 5     | Franek Haschke           | GER  | 3:49,85    |
| 6     | Andrei Zadoroschni       | RUS  | 3:49,85    |
| 7     | Christian Obrist         | ITA  | 3:49,86    |
| 8     | Konstadinos Karakatsanis | GRC  | 3:51,01    |

Datum: 21. Juni

#### 3000 m
| Platz | Athlet                 | Land | Zeit (min) |
| ----- | ---------------------- | ---- | ---------- |
| 1     | Fouad Chouki           | FRA  | 8:22,56    |
| 2     | Carlos Castillejo      | ESP  | 8:22,79    |
| 3     | Wjatscheslaw Schabunin | RUS  | 8:23,18    |
| 4     | Lorenzo Perrone        | ITA  | 8:23,29    |
| 5     | John Mayock            | GBR  | 8:24,18    |
| 6     | Jan Fitschen           | GER  | 8:25,27    |
| 7     | Jakub Czaja            | POL  | 8:30,32    |
| 8     | Mihail Yelasakis       | GRC  | 8:31,54    |

Datum: 22. Juni

#### 5000 m
| Platz | Athlet               | Land | Zeit (min) |
| ----- | -------------------- | ---- | ---------- |
| 1     | Ismaïl Sghyr         | FRA  | 13:43,70   |
| 2     | Jesús España         | ESP  | 13:44,68   |
| 3     | Dieter Baumann       | GER  | 13:45,55   |
| 4     | Andrew Graffin       | GBR  | 13:48,99   |
| 5     | Sergej Lukin         | RUS  | 13:57,78   |
| 6     | Panagiotis Papoulias | GRC  | 14:06,13   |
| 7     | Marco Mazza          | ITA  | 14:09,96   |
| 8     | Michał Kaczmarek     | POL  | 14:39,11   |

Datum: 21. Juni

#### 110 m Hürden
| Platz | Athlet            | Land | Zeit (s) |
| ----- | ----------------- | ---- | -------- |
| 1     | Ladji Doucouré    | FRA  | 13,55    |
| 2     | Mike Fenner       | GER  | 13,58    |
| 3     | Andrea Giaconi    | ITA  | 13,66    |
| 4     | Dimítrios Piétris | GRC  | 13,68    |
| 5     | Andrew Turner     | GBR  | 13,71    |
| 6     | Igor Peremota     | RUS  | 13,77    |
| 7     | Felipe Vivancos   | ESP  | 13,87    |
| 8     | Artur Kohutek     | POL  | 14,02    |

Datum: 22. Juni
Wind: −0,2 m/s

#### 400 m Hürden
| Platz | Athlet                 | Land | Zeit (s) |
| ----- | ---------------------- | ---- | -------- |
| 1     | Christopher Rawlinson  | GBR  | 48,45    |
| 2     | Periklis Iakovakis     | GRC  | 49,23    |
| 3     | Ruslan Maschtschenko   | RUS  | 49,43    |
| 4     | Christian Duma         | GER  | 49,68    |
| 5     | Eduardo Iván Rodríguez | ESP  | 49,70    |
| 6     | Fabrizio Mori          | ITA  | 50,18    |
| 7     | Sébastien Maillard     | FRA  | 50,82    |
| 8     | Zenon Mistak           | POL  | 51,14    |

Datum: 21. Juni

#### 3000 m Hindernis
| Platz | Athlet                | Land | Zeit (min) |
| ----- | --------------------- | ---- | ---------- |
| 1     | Pawel Potapowitsch    | RUS  | 8:26,28    |
| 2     | Radosław Popławski    | POL  | 8:29,70    |
| 3     | Angelo Iannelli       | ITA  | 8:30,40    |
| 4     | Antonio David Jiménez | ESP  | 8:31,63    |
| 5     | Gaël Pencreach        | FRA  | 8:33,27    |
| 6     | Ralf Aßmus            | GER  | 8:44,43    |
| 7     | Stuart Stokes         | GBR  | 8:47,09    |
| 8     | Hristóforos Meroúsis  | GRC  | 8:54,71    |

Datum: 22. Juni

#### 4 × 100 m Staffel
| Platz | Besetzung      | Land                                                                              | Zeit (s) |
| ----- | -------------- | --------------------------------------------------------------------------------- | -------- |
| 1     | Italien        | Francesco Scuderi Simone Collio Massimiliano Donati Alessandro Cavallaro          | 38,42    |
| 2     | Polen          | Marcin Krzywański Łukasz Chyła Marcin Jędrusiński Marcin Urbaś                    | 38,45    |
| 3     | Großbritannien | Christian Malcolm Darren Campbell Marlon Devonish Julian Golding                  | 38,60    |
| 4     | Frankreich     | Stéphane Cali Issa-Aimé Nthépé Frédéric Krantz Jérôme Éyana                       | 38,84    |
| 5     | Deutschland    | Ronny Ostwald Marc Blume Alexander Kosenkow Tobias Unger                          | 38,90    |
| 6     | Russland       | Andrei Jepischin Alexander Rjabow Alexander Smirnow Roman Smirnow                 | 39,20    |
| 7     | Spanien        | Alberto Dorrego Ángel David Rodríguez Diego Moisés Santos Carlos Berlanga         | 39,47    |
| DSQ   | Griechenland   | Angelos Pavlakakis Aristotelis Gavelas Georgios Theodoridis Konstantinos Kenteris |          |

Datum: 21. Juni

#### 4 × 400 m Staffel
| Platz | Besetzung      | Land                                                                       | Zeit (min) |
| ----- | -------------- | -------------------------------------------------------------------------- | ---------- |
| 1     | Großbritannien | Christopher Rawlinson Timothy Benjamin Jamie Baulch Matthew Elias          | 3:02,43    |
| 2     | Griechenland   | Stilianós Dimótsios Anastasios Gousis Dimitrios Tsomos Periklis Iakovakis  | 3:02,69    |
| 3     | Deutschland    | Ingo Schultz Sebastian Gatzka Ruwen Faller Bastian Swillims                | 3:02,83    |
| 4     | Spanien        | Eduardo Iván Rodríguez David Canal Salvador Rodríguez Antonio Manuel Reina | 3:02,85    |
| 5     | Frankreich     | Ahmed Douhou Leslie Djhone Nicolas Lefebvre Ibrahima Wade                  | 3:03,06    |
| 6     | Russland       | Alexander Ussow Andrei Semjonow Dmitri Forschew Juri Borsakowski           | 3:03,40    |
| 7     | Polen          | Artur Wałencak Artur Gisiewski Piotr Rysiukiewicz Rafał Wieruszewski       | 3:03,69    |
| 8     | Italien        | Andrea Barberi Luca Galletti Marco Salvucci Jens Yao Amanfu                | 3:04,93    |

Datum: 22. Juni

#### Hochsprung
| Platz | Athlet             | Land | Höhe (m) | Versuchsserie (m) | Versuchsserie (m) | Versuchsserie (m) | Versuchsserie (m) | Versuchsserie (m) | Versuchsserie (m) | Versuchsserie (m) | Versuchsserie (m) | Versuchsserie (m) |
| Platz | Athlet             | Land | Höhe (m) | 2,10              | 2,15              | 2,20              | 2,24              | 2,27              | 2,30              | 2,32              | 2,34              | 2,36              |
| 1     | Jaroslaw Rybakow   | RUS  | 2,34     | –                 | –                 | o                 | o                 | o                 | xo                | o                 | xxo               | xxx               |
| 2     | Alessandro Talotti | ITA  | 2,30     | –                 | o                 | o                 | xo                | o                 | o                 | x–                | xx                |                   |
| 3     | Grzegorz Sposób    | POL  | 2,27     | –                 | o                 | o                 | o                 | o                 | xxx               |                   |                   |                   |
| 4     | Grégory Gabella    | FRA  | 2,27     | o                 | o                 | xxo               | xxo               | xxo               | xxx               |                   |                   |                   |
| 5     | Roman Fricke       | GER  | 2,20     | o                 | o                 | o                 | xxx               |                   |                   |                   |                   |                   |
| 5     | Dimitrios Kokotis  | GRC  | 2,20     | o                 | –                 | o                 | xxx               |                   |                   |                   |                   |                   |
| 7     | Javier Bermejo     | ESP  | 2,20     | xo                | o                 | o                 | xxx               |                   |                   |                   |                   |                   |
| 8     | Ben Challenger     | GBR  | 2,20     | –                 | o                 | xo                | xxx               |                   |                   |                   |                   |                   |

Datum: 21. Juni

#### Stabhochsprung
| Platz | Athlet              | Land | Höhe (m) | Versuchsserie (m) | Versuchsserie (m) | Versuchsserie (m) | Versuchsserie (m) | Versuchsserie (m) | Versuchsserie (m) | Versuchsserie (m) | Versuchsserie (m) | Versuchsserie (m) | Versuchsserie (m) | Versuchsserie (m) | Versuchsserie (m) | Versuchsserie (m) |
| Platz | Athlet              | Land | Höhe (m) | 5,00              | 5,20              | 5,30              | 5,40              | 5,45              | 5,50              | 5,55              | 5,60              | 5,65              | 5,70              | 5,75              | 5,80              | 5,90              |
| 1     | Romain Mesnil       | FRA  | 5,75     | –                 | –                 | –                 | –                 | –                 | o                 | –                 | –                 | o                 | –                 | o                 | –                 | xxx               |
| 2     | Giuseppe Gibilisco  | ITA  | 5,70     | –                 | –                 | –                 | xo                | –                 | –                 | –                 | o                 | –                 | xo                | –                 | xxx               |                   |
| 3     | Lars Börgeling      | GER  | 5,70     | –                 | –                 | –                 | –                 | xo                | –                 | –                 | –                 | x–                | xo                | xxx               |                   |                   |
| 4     | Adam Kolasa         | POL  | 5,70     | –                 | o                 | –                 | o                 | –                 | xo                | xxo               | –                 | xxo               | xxx               |                   |                   |                   |
| 5     | Nick Buckfield      | GBR  | 5,60     | –                 | –                 | o                 | –                 | –                 | o                 | –                 | xxo               | –                 | –                 | xxx               |                   |                   |
| 6     | Artem Kupzow        | RUS  | 5,50     | –                 | –                 | o                 | –                 | –                 | xo                | –                 | xxx               |                   |                   |                   |                   |                   |
| 7     | Stavros Kouroupakis | GRC  | 5,45     | –                 | xo                | –                 | xx–               | o                 | x–                | xx                |                   |                   |                   |                   |                   |                   |
| 8     | Montxu Mirando      | ESP  | 5,00     | o                 | xxx               |                   |                   |                   |                   |                   |                   |                   |                   |                   |                   |                   |

Datum: 22. Juni

#### Weitsprung
| Platz | Athlet                | Land | Weite (m) | Versuchsserie (m) | Versuchsserie (m) | Versuchsserie (m) | Versuchsserie (m) |
| Platz | Athlet                | Land | Weite (m) | 1. Versuch        | 2. Versuch        | 3. Versuch        | 4. Versuch        |
| 1     | Louis Tsatoumas       | GRC  | 8,06      | 7,64              | 7,65              | x                 | 8,06              |
| 2     | Yago Lamela           | ESP  | 7,96      | x                 | x                 | x                 | 7,96              |
| 3     | Nils Winter           | GER  | 7,85      | 7,53              | 7,68              | 7,71              | 7,85              |
| 4     | Kader Klouchi         | FRA  | 7,84      | 7,84              | x                 | x                 | x                 |
| 5     | Christopher Tomlinson | GBR  | 7,65      | 7,22              | x                 | 7,59              | 7,65              |
| 6     | Kirill Sossunow       | RUS  | 7,63      | 7,49              | 7,55              | 7,63              | 7,55              |
| 7     | Nicola Trentin        | ITA  | 7,61      | x                 | 7,39              | 7,52              | 7,61              |
| 8     | Tomasz Mateusiak      | POL  | 7,54      | x                 | 7,54              | x                 | x                 |

Datum: 21. Juni

#### Dreisprung
| Platz | Athlet              | Land | Weite (m) | Versuchsserie (m) | Versuchsserie (m) | Versuchsserie (m) | Versuchsserie (m) |
| Platz | Athlet              | Land | Weite (m) | 1. Versuch        | 2. Versuch        | 3. Versuch        | 4. Versuch        |
| 1     | Fabrizio Donato     | ITA  | 17,16     | 16,62             | 17,16             | x                 | x                 |
| 2     | Julien Kapek        | FRA  | 16,59     | 16,59             | x                 | 16,45             | x                 |
| 3     | Christos Meletoglou | GRC  | 16,52     | 16,52             | x                 | x                 | 15,99             |
| 4     | Tosin Oke           | GBR  | 16,45     | x                 | 16,10             | 16,21             | 16,45             |
| 5     | Rudolf Helpling     | GER  | 16,26     | 15,64             | x                 | 15,86             | 16,26             |
| 6     | Denis Kapustin      | RUS  | 16,12     | 15,52             | 16,12             | x                 | x                 |
| 7     | Jacek Kazimierowski | POL  | 16,06     | x                 | 16,06             | x                 | x                 |
| 8     | Raúl Chapado        | ESP  | 15,96     | 15,43             | x                 | 15,76             | 15,96             |

Datum: 22. Juni

#### Kugelstoßen
| Platz | Athlet                | Land | Weite (m) | Versuchsserie (m) | Versuchsserie (m) | Versuchsserie (m) | Versuchsserie (m) |
| Platz | Athlet                | Land | Weite (m) | 1. Versuch        | 2. Versuch        | 3. Versuch        | 4. Versuch        |
| 1     | Manuel Martínez       | ESP  | 21,08     | 19,66             | 21,08             | 20,89             | 20,70             |
| 2     | Carl Myerscough       | GBR  | 20,72     | 20,35             | x                 | x                 | 20,72             |
| 3     | Pawel Tschumatschenko | RUS  | 20,12     | 19,83             | 19,73             | 20,12             | x                 |
| 4     | Tomasz Majewski       | POL  | 20,09     | 18,94             | 19,70             | 20,04             | 20,09             |
| 5     | Ralf Bartels          | GER  | 19,46     | 18,39             | 19,24             | 19,46             | 18,93             |
| 6     | Paolo Dal Soglio      | ITA  | 19,15     | x                 | 19,15             | x                 | x                 |
| 7     | Panagiotis Baharidis  | GRC  | 18,63     | 18,63             | 18,27             | x                 | 18,11             |
| 8     | Yves Niaré            | FRA  | 18,48     | 16,53             | 17,68             | 18,48             | x                 |

Datum: 21. Juni

#### Diskuswurf
| Platz | Athlet               | Land | Weite (m) | Versuchsserie (m) | Versuchsserie (m) | Versuchsserie (m) | Versuchsserie (m) |
| Platz | Athlet               | Land | Weite (m) | 1. Versuch        | 2. Versuch        | 3. Versuch        | 4. Versuch        |
| 1     | Dmitri Schewtschenko | RUS  | 65,39     | 61,09             | 65,27             | 65,39             | x                 |
| 2     | Michael Möllenbeck   | GER  | 65,26     | 64,86             | 63,37             | x                 | 65,26             |
| 3     | Andrzej Krawczyk     | POL  | 61,27     | x                 | 61,27             | 58,59             | 59,42             |
| 4     | Cristiano Andrei     | ITA  | 61,03     | 59,83             | 61,03             | 59,82             | 60,94             |
| 5     | Mario Pestano        | ESP  | 60,52     | 58,68             | 59,37             | 60,52             | x                 |
| 6     | Jean-Claude Retel    | FRA  | 58,46     | 58,14             | 57,41             | 58,46             | 56,14             |
| 7     | Carl Myerscough      | GBR  | 57,65     | 57,65             | x                 | 55,63             | x                 |
| 8     | Alexandros Ganotakis | GRC  | 55,44     | x                 | 55,44             | x                 | –                 |

Datum: 22. Juni

#### Hammerwurf
| Platz | Athlet                   | Land | Weite (m) | Versuchsserie (m) | Versuchsserie (m) | Versuchsserie (m) | Versuchsserie (m) |
| Platz | Athlet                   | Land | Weite (m) | 1. Versuch        | 2. Versuch        | 3. Versuch        | 4. Versuch        |
| 1     | Karsten Kobs             | GER  | 80,63     | 79,22             | 80,63             | 80,42             | 79,82             |
| 2     | Wojciech Kondratowicz    | POL  | 78,37     | 76,03             | 78,37             | 78,02             | x                 |
| 3     | Alexandros Papadimitriou | GRC  | 78,11     | 78,11             | x                 | x                 | x                 |
| 4     | Christophe Épalle        | FRA  | 77,22     | 69,35             | 75,34             | 77,22             | 74,02             |
| 5     | Nicola Vizzoni           | ITA  | 74,75     | 72,17             | x                 | 72,23             | 74,75             |
| 6     | Juri Woronkin            | RUS  | 74,02     | x                 | 72,39             | 71,96             | 74,02             |
| 7     | Moisés Campeny           | ESP  | 73,83     | 72,73             | 73,83             | x                 | x                 |
| 8     | Michael Jones            | GBR  | 72,08     | 69,25             | x                 | 72,08             | 68,27             |

Datum: 21. Juni

#### Speerwurf
| Platz | Athlet            | Land | Weite (m) | Versuchsserie (m) | Versuchsserie (m) | Versuchsserie (m) | Versuchsserie (m) |
| Platz | Athlet            | Land | Weite (m) | 1. Versuch        | 2. Versuch        | 3. Versuch        | 4. Versuch        |
| 1     | Sergei Makarow    | RUS  | 85,86     | 84,64             | 85,86             | r                 |                   |
| 2     | Christian Nicolay | GER  | 81,93     | 80,73             | 81,93             | 80,88             | 81,18             |
| 3     | Dariusz Trafas    | POL  | 79,36     | 78,10             | 77,95             | x                 | 79,36             |
| 4     | Dominique Pausé   | FRA  | 77,33     | x                 | 77,33             | x                 | x                 |
| 5     | Georgios Iltsios  | GRC  | 73,87     | 73,87             | 70,03             | 73,27             | 70,42             |
| 6     | Mark Roberson     | GBR  | 73,03     | 73,03             | 68,91             | 68,91             | 73,02             |
| 7     | Francesco Pignata | ITA  | 67,28     | 66,51             | 66,11             | 65,04             | 67,28             |
| 8     | Alejandro García  | ESP  | 64,18     | 64,06             | 62,63             | x                 | 64,18             |

Datum: 22. Juni

### Frauen

#### 100 m
| Platz | Athletin          | Land | Zeit (s) |
| ----- | ----------------- | ---- | -------- |
| 1     | Christine Arron   | FRA  | 11,07    |
| 2     | Marina Kislowa    | RUS  | 11,19    |
| 3     | Glory Alozie      | ESP  | 11,29    |
| 4     | Joice Maduaka     | GBR  | 11,32    |
| 5     | Esther Möller     | GER  | 11,58    |
| 6     | Marina Vasarmidou | GRC  | 11,62    |
| 7     | Erica Marchetti   | ITA  | 11,81    |
| 8     | Evelina Lisenco   | ROU  | 14,99    |

Datum: 21. Juni
Wind: −1,3 m/s

#### 200 m
| Platz | Athletin                    | Land | Zeit (s) |
| ----- | --------------------------- | ---- | -------- |
| 1     | Anastassija Kapatschinskaja | RUS  | 22,71    |
| 2     | Ionela Târlea               | ROU  | 22,78    |
| 3     | Muriel Hurtis               | FRA  | 22,89    |
| 4     | Joice Maduaka               | GBR  | 22,98    |
| 5     | Birgit Rockmeier            | GER  | 23,48    |
| 6     | Olga Kaidantzi              | GRC  | 23,66    |
| 7     | Daniela Graglia             | ITA  | 23,71    |
| 8     | Cristina Sanz               | ESP  | 23,84    |

Datum: 22. Juni
Wind: −0,4 m/s

#### 400 m
| Platz | Athletin           | Land | Zeit (s) |
| ----- | ------------------ | ---- | -------- |
| 1     | Swetlana Pospelowa | RUS  | 50,85    |
| 2     | Lee McConnell      | GBR  | 51,37    |
| 3     | Hrisa Goudenoudi   | GRC  | 52,11    |
| 4     | Marie-Louise Bévis | FRA  | 52,35    |
| 5     | Claudia Marx       | GER  | 52,45    |
| 6     | Julia Alba         | ESP  | 53,02    |
| 7     | Danielle Perpoli   | ITA  | 53,19    |
| 8     | Maria Rus          | ROU  | 53,24    |

Datum: 21. Juni

#### 800 m
| Platz | Athletin                | Land | Zeit (min) |
| ----- | ----------------------- | ---- | ---------- |
| 1     | Claudia Gesell          | GER  | 2:00,85    |
| 2     | Maria Cioncan           | ROU  | 2:01,02    |
| 3     | Mayte Martínez          | ESP  | 2:01,63    |
| 4     | Natalia Kruschtschelewa | RUS  | 2:02,21    |
| 5     | Virginie Fouquet        | FRA  | 2:03,82    |
| 6     | Susan Scott             | GBR  | 2:04,28    |
| 7     | Maria Papadopoulou      | GRC  | 2:07,20    |
| 8     | Elisabetta Artuso       | ITA  | 2:11,41    |

Datum: 21. Juni

#### 1500 m
| Platz | Athletin             | Land | Zeit (min) |
| ----- | -------------------- | ---- | ---------- |
| 1     | Natalia Rodríguez    | ESP  | 4:07,18    |
| 2     | Helen Clitheroe      | GBR  | 4:08,18    |
| 3     | Konstadina Efedaki   | GRC  | 4:09,06    |
| 4     | Maria Cioncan        | ROU  | 4:09,10    |
| 5     | Jekaterina Rosenberg | RUS  | 4:10,45    |
| 6     | Maria Martins        | FRA  | 4:15,01    |
| 7     | Angela Rinicella     | ITA  | 4:17,68    |
| 8     | Kathleen Friedrich   | GER  | 4:20,99    |

Datum: 22. Juni

#### 3000 m
| Platz | Athletin            | Land | Zeit (min) |
| ----- | ------------------- | ---- | ---------- |
| 1     | Olga Jegorowa       | RUS  | 8:55,73    |
| 2     | Hayley Tullett      | GBR  | 8:57,45    |
| 3     | Sabrina Mockenhaupt | GER  | 8:57,69    |
| 4     | Mihaela Botezan     | ROU  | 9:02,61    |
| 5     | Adoración García    | ESP  | 9:08,31    |
| 6     | Konstadina Efedaki  | GRC  | 9:18,90    |
| 7     | Laurence Duquenoy   | FRA  | 9:22,54    |
| 8     | Agata Balsamo       | ITA  | 9:24,70    |

Datum: 21. Juni

#### 5000 m
| Platz | Athletin             | Land | Zeit (min) |
| ----- | -------------------- | ---- | ---------- |
| 1     | Jelena Sadoroschnaja | RUS  | 15:34,07   |
| 2     | Joanne Pavey         | GBR  | 15:35,31   |
| 3     | Mihaela Botezan      | ROU  | 15:39,63   |
| 4     | Irina Mikitenko      | GER  | 15:45,92   |
| 5     | Gloria Marconi       | ITA  | 15:55,55   |
| 6     | María Protópappa     | GRC  | 15:57,02   |
| 7     | Rocío Ríos           | ESP  | 16:01,79   |
| 8     | Christelle Daunay    | FRA  | 16:25,92   |

Datum: 22. Juni

#### 100 m Hürden
| Platz | Athletin          | Land | Zeit (s) |
| ----- | ----------------- | ---- | -------- |
| 1     | Glory Alozie      | ESP  | 12,86    |
| 2     | Swetlana Lauchowa | RUS  | 12,88    |
| 3     | Patricia Girard   | FRA  | 12,95    |
| 4     | Juliane Sprenger  | GER  | 13,08    |
| 5     | Carmen Zamfir     | ROU  | 13,21    |
| 6     | Hristiána Tabáki  | GRC  | 13,22    |
| 7     | Tasha Danvers     | GBR  | 13,25    |
| 8     | Margaret Macchiut | ITA  | 13,29    |

Datum: 22. Juni
Wind: −0,1 m/s

#### 400 m Hürden
| Platz | Athletin                  | Land | Zeit (s) |
| ----- | ------------------------- | ---- | -------- |
| 1     | Ionela Târlea             | ROU  | 54,47    |
| 2     | Tasha Danvers             | GBR  | 55,01    |
| 3     | Heike Meißner             | GER  | 55,22    |
| 4     | Cora Olivero              | ESP  | 55,93    |
| 5     | Monika Niederstätter      | ITA  | 56,26    |
| 6     | Oksana Gulumjan-Jeljasowa | RUS  | 56,46    |
| 7     | Hrisa Goudenoudi          | GRC  | 56,99    |
| 8     | Sylvanie Morandais        | FRA  | 57,22    |

Datum: 21. Juni

#### 3000 m Hindernis
| Platz | Athlet            | Land | Zeit (min) |
| ----- | ----------------- | ---- | ---------- |
| 1     | Gulnara Samitowa  | RUS  | 09:40,89   |
| 2     | Cristina Casandra | ROU  | 09:48,47   |
| 3     | Élodie Olivarès   | FRA  | 09:54,51   |
| 4     | Rosa Morató       | ESP  | 10:18,45   |
| 5     | Tara Krzywicki    | GBR  | 10:21,35   |
| 6     | Emma Quaglia      | ITA  | 10:26,07   |
| 7     | Katrin Engelen    | GER  | 10:40,90   |
| 8     | Pagona Sakellari  | GRC  | 11:11,34   |

Datum: 22. Juni

#### 4 × 100 m Staffel
| Platz | Land           | Besetzung                                                       | Zeit (s) |
| ----- | -------------- | --------------------------------------------------------------- | -------- |
| 1     | Frankreich     | Patricia Gerard Muriel Hurtis Fabé Dia Christine Arron          | 42,62    |
| 2     | Deutschland    | Melanie Paschke Gabi Rockmeier Esther Möller Marion Wagner      | 43,13    |
| 3     | Russland       | Olga Fedorowa Irina Chabarowa Marina Kislowa Larissa Kruglowa   | 43,23    |
| 4     | Griechenland   | Georgia Kokloni Marina Vasarmidou Olga Kaidantzi Ioanna Kafetzi | 43,95    |
| 5     | Spanien        | Carmen Blay Belén Recio Cristina Sanz Glory Alozie              | 43,95    |
| 6     | Großbritannien | Susan Burnside Amy Spencer Jeannette Kwakye Aby Obeyitan        | 43,99    |
| 7     | Italien        | Erica Marchetti Daniela Graglia Manuela Grillo Vincenza Cali    | 44,21    |
| DSQ   | Rumänien       | Maria Dragan Livia Pruteanu Mirela Gavri Carmen Zamfir          |          |

Datum: 21. Juni

#### 4 × 400 m Staffel
| Platz | Land           | Besetzung                                                             | Zeit (min) |
| ----- | -------------- | --------------------------------------------------------------------- | ---------- |
| 1     | Russland       | Natalia Lawschuk Natalja Iwanowa Tatjana Firowa Swetlana Pospelowa    | 3:26,02    |
| 2     | Großbritannien | Helen Karagounis Katharine Merry Catherine Murphy Lee McConnell       | 3:26,52    |
| 3     | Frankreich     | Francine Landre Dado Kamissoko Solène Désert Marie-Louise Bévis       | 3:28,39    |
| 4     | Deutschland    | Shanta Ghosh Birgit Rockmeier Nadine Balkow Claudia Marx              | 3:28,81    |
| 5     | Griechenland   | Haríklia Boudá Dimitra Gova Georgia Koumnaki Hrisa Goudemoudi         | 3:29,36    |
| 6     | Rumänien       | Mariana Florea Alina Rîpanu Maria Rus Ionela Târlea                   | 3:31,94    |
| 7     | Italien        | Teresa Schutzmann Patrizia Spuri Monika Niederstätter Virna De Angeli | 3:32,19    |
| 8     | Spanien        | Julia Alba Cora Olivero Norfalia Carabali Elena Córcoles              | 3:32,77    |

Datum: 22. Juni

#### Hochsprung
| Platz | Athletin             | Land | Höhe (m) | Versuchsserie (m) | Versuchsserie (m) | Versuchsserie (m) | Versuchsserie (m) | Versuchsserie (m) | Versuchsserie (m) | Versuchsserie (m) | Versuchsserie (m) | Versuchsserie (m) |
| Platz | Athletin             | Land | Höhe (m) | 1,75              | 1,80              | 1,85              | 1,89              | 1,92              | 1,95              | 1,98              | 2,00              | 2,02              |
| 1     | Daniela Rath         | GER  | 2,00     | –                 | –                 | o                 | –                 | o                 | o                 | o                 | o                 | xxx               |
| 2     | Ruth Beitia          | ESP  | 1,95     | –                 | o                 | o                 | o                 | o                 | xo                | xxx               |                   |                   |
| 3     | Marina Kupzowa       | RUS  | 1,95     | –                 | o                 | o                 | o                 | xo                | xxo               | xxx               |                   |                   |
| 4     | Gaëlle Niaré         | FRA  | 1,92     | o                 | o                 | o                 | o                 | o                 | xxx               |                   |                   |                   |
| 5     | Susan Jones          | GBR  | 1,89     | –                 | o                 | o                 | o                 | xxx               |                   |                   |                   |                   |
| 6     | Niki Mitropoulou     | GRC  | 1,89     | o                 | xo                | o                 | o                 | xxx               |                   |                   |                   |                   |
| 6     | Oana Pantelimon      | ROU  | 1,89     | –                 | xo                | o                 | o                 | xxx               |                   |                   |                   |                   |
| 8     | Antonella Bevilacqua | ITA  | 1,89     | o                 | o                 | o                 | xo                | xxx               |                   |                   |                   |                   |

Datum: 22. Juni

#### Stabhochsprung
| Platz | Athletin            | Land | Höhe (m) | Versuchsserie (m) | Versuchsserie (m) | Versuchsserie (m) | Versuchsserie (m) | Versuchsserie (m) | Versuchsserie (m) | Versuchsserie (m) | Versuchsserie (m) | Versuchsserie (m) | Versuchsserie (m) | Versuchsserie (m) |
| Platz | Athletin            | Land | Höhe (m) | 3,70              | 3,90              | 4,00              | 4,10              | 4,20              | 4,30              | 4,35              | 4,40              | 4,45              | 4,50              | 4,55              |
| 1     | Annika Becker       | GER  | 4,50     | –                 | –                 | –                 | –                 | o                 | –                 | –                 | –                 | –                 | xxo               | r                 |
| 2     | Tatjana Polnowa     | RUS  | 4,45     | –                 | –                 | –                 | –                 | o                 | xxo               | o                 | o                 | xo                | xxx               |                   |
| 3     | Marie Poissonnier   | FRA  | 4,35     | –                 | –                 | o                 | –                 | xo                | o                 | o                 | xxx               |                   |                   |                   |
| 4     | Georgia Tsiliggiri  | GRC  | 4,30     | –                 | o                 | o                 | o                 | xo                | o                 | –                 | xxx               |                   |                   |                   |
| 5     | Dana Cervantes      | ESP  | 4,20     | –                 | o                 | –                 | o                 | o                 | xxx               |                   |                   |                   |                   |                   |
| 6     | Tracey Bloomfield   | GBR  | 4,10     | o                 | xo                | xo                | xo                | xxx               |                   |                   |                   |                   |                   |                   |
| 7     | Arianna Farfalletti | ITA  | 4,00     | –                 | o                 | o                 | xx–               | x                 |                   |                   |                   |                   |                   |                   |

Datum: 21. Juni
Wie im Vorjahr stellte Rumänien in diesem Wettbewerb keine Teilnehmerin.

#### Weitsprung
| Platz | Athletin            | Land | Weite (m) | Versuchsserie (m) | Versuchsserie (m) | Versuchsserie (m) | Versuchsserie (m) |
| Platz | Athletin            | Land | Weite (m) | 1. Versuch        | 2. Versuch        | 3. Versuch        | 4. Versuch        |
| 1     | Eunice Barber       | FRA  | 6,76      | 6,59              | 6,72              | 6,55              | 6,76              |
| 2     | Concepción Montaner | ESP  | 6,69      | 6,67              | 6,65              | 6,56              | 6,69              |
| 3     | Fiona May           | ITA  | 6,67      | 6,67              | 6,42              | 6,17              | 6,37              |
| 4     | Ljudmila Galkina    | RUS  | 6,56      | 6,56              | 6,34              | x                 | 6,36              |
| 5     | Niki Xanthou        | GRC  | 6,45      | x                 | 6,45              | 6,36              | 6,15              |
| 6     | Jade Johnson        | GBR  | 6,45      | 6,45              | x                 | x                 | 6,27              |
| 7     | Bianca Kappler      | GER  | 6,23      | 6,23              | 6,13              | x                 | 6,17              |
| 8     | Livia Pruteanu      | ROU  | 6,09      | 5,90              | x                 | 6,09              | 6,04              |

Datum: 22. Juni

#### Dreisprung
| Platz | Athletin           | Land | Weite (m) | Versuchsserie (m) | Versuchsserie (m) | Versuchsserie (m) | Versuchsserie (m) |
| Platz | Athletin           | Land | Weite (m) | 1. Versuch        | 2. Versuch        | 3. Versuch        | 4. Versuch        |
| 1     | Anna Pjatych       | RUS  | 14,79     | x                 | 14,40             | 14,79             | 14,27             |
| 2     | Magdelín Martínez  | ESP  | 14,76     | 14,24             | 14,75             | x                 | 14,76             |
| 3     | Adelina Gavrilă    | ROU  | 14,45     | x                 | 14,76             | 14,45             | x                 |
| 4     | Chrysopigi Devetzi | GRC  | 13,82     | 13,82             | 13,69             | 13,81             | x                 |
| 5     | Carlota Castrejana | ESP  | 13,75     | 13,72             | x                 | 13,75             | 13,72             |
| 6     | Katja Umlauft      | GER  | 13,02     | x                 | 13,02             | x                 | x                 |
| 7     | Betty Lise         | FRA  | 12,90     | x                 | x                 | 12,90             | x                 |
| 8     | Rebecca White      | GBR  | 12,70     | x                 | x                 | 12,70             | x                 |

Datum: 21. Juni

#### Kugelstoßen
| Platz | Athletin             | Land | Weite (m) | Versuchsserie (m) | Versuchsserie (m) | Versuchsserie (m) | Versuchsserie (m) |
| Platz | Athletin             | Land | Weite (m) | 1. Versuch        | 2. Versuch        | 3. Versuch        | 4. Versuch        |
| 1     | Astrid Kumbernuss    | GER  | 19,46     | 19,15             | 19,46             | x                 | 18,90             |
| 2     | Swetlana Kriweljowa  | RUS  | 18,98     | 18,63             | 18,64             | x                 | 18,98             |
| 3     | Laurence Manfrédi    | FRA  | 17,97     | 17,71             | x                 | 17,87             | 17,97             |
| 4     | Assunta Legnante     | ITA  | 17,90     | 17,80             | x                 | x                 | 17,90             |
| 5     | Irini Terzoglou      | GRC  | 17,87     | 16,25             | x                 | 17,87             | x                 |
| 6     | Elena Hila           | ROU  | 17,74     | 17,01             | 17,04             | 17,74             | 17,74             |
| 7     | Martína de la Puente | ESP  | 16,60     | 16,47             | 16,60             | 16,39             | 16,27             |
| 8     | Kelly Sotherton      | GBR  | 12,70     | 12,34             | 12,70             | 12,47             | 12,29             |

Datum: 22. Juni

#### Diskuswurf
| Platz | Athletin             | Land | Weite (m) | Versuchsserie (m) | Versuchsserie (m) | Versuchsserie (m) | Versuchsserie (m) |
| Platz | Athletin             | Land | Weite (m) | 1. Versuch        | 2. Versuch        | 3. Versuch        | 4. Versuch        |
| 1     | Ekaterini Vongoli    | GRC  | 62,11     | 62,11             | 59,14             | 61,95             | x                 |
| 2     | Mélina Robert-Michon | FRA  | 61,67     | 58,81             | 61,67             | 57,65             | 56,70             |
| 3     | Natalja Sadowa       | RUS  | 61,59     | x                 | 56,18             | 60,93             | 61,59             |
| 4     | Franka Dietzsch      | GER  | 60,67     | 57,88             | 60,67             | x                 | x                 |
| 5     | Agnese Maffeis       | ITA  | 57,82     | 56,23             | 57,72             | 57,82             | 55,07             |
| 6     | Ileana Brindusoiu    | ROU  | 57,78     | 57,78             | 56,28             | 55,79             | x                 |
| 7     | Philippa Roles       | GBR  | 56,64     | 56,64             | 56,52             | x                 | x                 |
| 8     | Alice Matějková      | ESP  | 53,91     | 53,01             | x                 | 53,91             | x                 |

Datum: 21. Juni

#### Hammerwurf
| Platz | Athletin               | Land | Weite (m) | Versuchsserie (m) | Versuchsserie (m) | Versuchsserie (m) | Versuchsserie (m) |
| Platz | Athletin               | Land | Weite (m) | 1. Versuch        | 2. Versuch        | 3. Versuch        | 4. Versuch        |
| 1     | Manuela Montebrun      | FRA  | 74,43     | 71,63             | 73,11             | 72,60             | 74,43             |
| 2     | Mihaela Melinte        | ROU  | 71,99     | 69,00             | 70,11             | 71,03             | 71,99             |
| 3     | Olga Kusenkowa         | RUS  | 69,89     | 69,89             | x                 | 69,22             | x                 |
| 4     | Ester Balassini        | ITA  | 69,79     | 65,84             | 67,77             | 69,79             | x                 |
| 5     | Susanne Keil           | GER  | 69,46     | 69,46             | 67,34             | x                 | 65,93             |
| 6     | Lorraine Shaw          | GBR  | 64,18     | 64,18             | x                 | x                 | x                 |
| 7     | Alexandra Papageorgiou | GRC  | 63,19     | x                 | 63,19             | x                 | x                 |
| 8     | Berta Castells         | ESP  | 62,04     | x                 | 58,45             | 62,04             | 60,30             |

Datum: 22. Juni

#### Speerwurf
| Platz | Athletin           | Land | Weite (m) | Versuchsserie (m) | Versuchsserie (m) | Versuchsserie (m) | Versuchsserie (m) |
| Platz | Athletin           | Land | Weite (m) | 1. Versuch        | 2. Versuch        | 3. Versuch        | 4. Versuch        |
| 1     | Steffi Nerius      | GER  | 63,30     | 60,08             | 56,29             | 60,87             | 63,30             |
| 2     | Mirela Manjani     | GRC  | 63,13     | x                 | 55,82             | 62,89             | 63,13             |
| 3     | Claudia Coslovich  | ITA  | 62,70     | 62,70             | 58,43             | 57,83             | 58,98             |
| 4     | Waleria Zabruskowa | RUS  | 61,20     | 57,01             | 61,20             | 56,66             | 58,55             |
| 5     | Sarah Walter       | FRA  | 56,88     | 53,86             | 56,88             | 53,72             | 52,42             |
| 6     | Mercedes Chilla    | ESP  | 56,71     | x                 | 46,26             | x                 | 56,71             |
| 7     | Goldie Sayers      | GBR  | 55,28     | 46,58             | 51,88             | 53,84             | 55,28             |
| 8     | Claudia Isăilă     | ROU  | 53,61     | 53,61             | x                 | x                 | x                 |

Datum: 21. Juni

## Einzelnachweis
1. ↑  2003 XXIV European Cup Bruno Zauli, Einleitung, sport-olympic.gr (englisch), abgerufen am 12. März 2024